# オモ川下流域
オモ川下流域（オモがわかりゅういき）は、エチオピアにあるユネスコ世界遺産のひとつ。エチオピア南西部にあたるこの地域からは、数百万年単位に及ぶ多くの種類の化石人骨が出土しており、そのことが登録理由となった。また、ここからはホモ・ハビリスが使用した約250万年前に遡る最古の打製石器も発見されている。
1930年代にフランスの調査隊が発掘調査を行ったのが、この流域での最初の調査である。その後、数度にわたって発掘が行われた結果、アウストラロピテクス・エチオピクス、アウストラロピテクス・アファレンシス、アウストラロピテクス・アフリカヌス、アウストラロピテクス・ロブストゥス、アウストラロピテクス・ボイセイ、ホモ・ハビリス、ホモ・エレクトゥス、ホモ・サピエンスなど、現生人類に直結するものだけでなく、枝分かれして絶滅したものも含め、様々な時代の様々な化石人骨が多数出土し、古人類学の研究上、極めて重要な一帯となっている。

## 登録基準
この世界遺産は世界遺産登録基準のうち、以下の条件を満たし、登録された（以下の基準は世界遺産センター公表の登録基準からの翻訳、引用である）。
- (3) 現存するまたは消滅した文化的伝統または文明の、唯一のまたは少なくとも稀な証拠。
- (4) 人類の歴史上重要な時代を例証する建築様式、建築物群、技術の集積または景観の優れた例。